# Corona delle Tonga

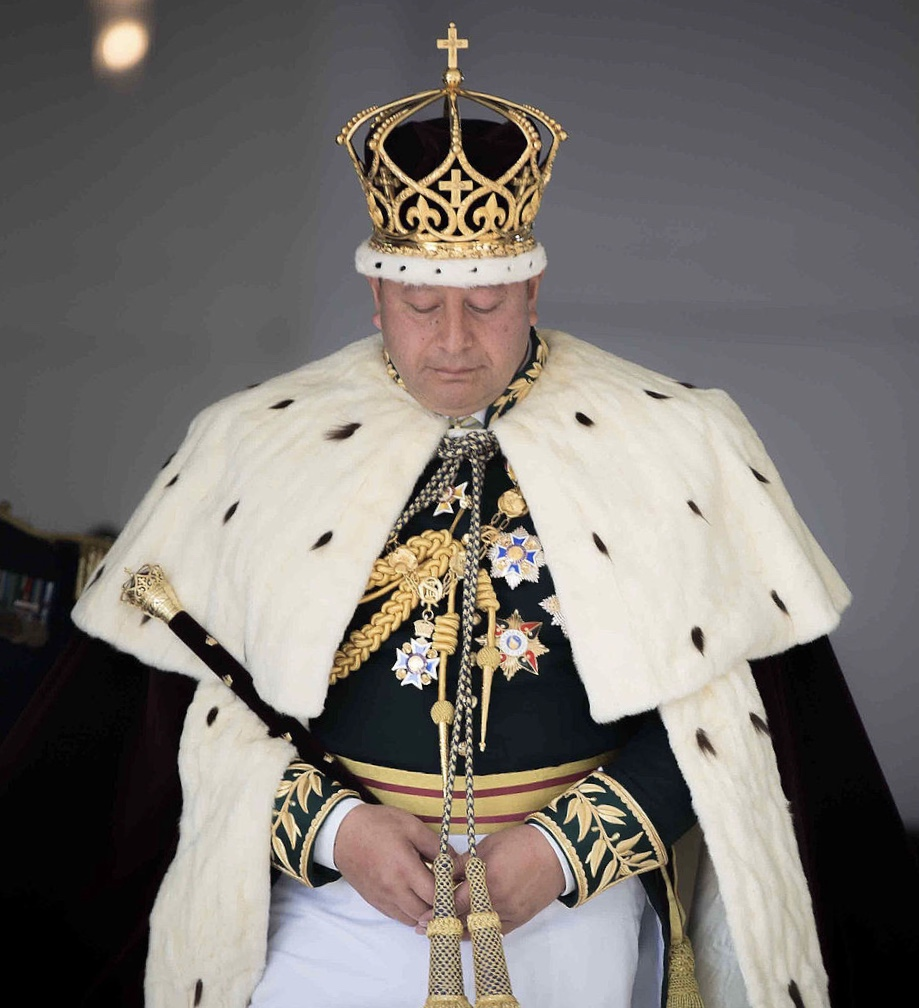
Re Tupou VI indossa la corona di Tonga dopo la sua incoronazione nel 2015.

La corona delle Tonga fu realizzata nel 1873 per George Tupou I su richiesta del suo primo ministro, il reverendo Shirley Waldemar Baker. La corona fu realizzata dalla ditta di gioielli Hardy Brothers di Sydney, Australia. La corona d'oro di Tonga è considerata la corona più grande e pesante del mondo.

## Storia
Per qualche tempo, l'indipendenza di Tonga era stata minacciata dalla Francia. Dal 1872 anche l'Impero tedesco rappresentava una minaccia per l'indipendenza di Tonga con minacce di annessione. Il re e il reverendo Baker redassero la Costituzione del 1875, che è ancora in vigore oggi. In questo periodo, Tonga adottò anche una bandiera nazionale, uno stemma e un inno nazionale.
Il primo re ad essere incoronato con la corona storica fu re George Tupou II, pronipote e successore di George Tupou I. George Tupou II fu incoronato il 17 luglio 1893. Sua figlia e successore, la regina Sālote Tupou III, fu incoronata l'11 ottobre 1918. Alla regina Sālote successe il figlio maggiore, che divenne re Tāufa'āhau Tupou IV. Fu incoronato nel giorno del suo 49º compleanno, il 4 luglio 1967. A re Tāufa'āhau successe il figlio maggiore, che divenne re George Tupou V. Fu incoronato il 1° agosto 2008.
Tupou V morì nel marzo 2012 e gli succedette il fratello minore, che ora regna come re 'Aho'eitu Tupou VI. Re Tupou VI indossò la corona storica durante la sua incoronazione il 4 luglio 2015.

## Galleria d'immagini

Stendardo reale con la corona in alto a destra.
Rappresentazione araldica della corona delle Tonga.